# Agave utahensis
Agave utahensis Engelm. o agave de Utah es una especie de planta suculenta perteneciente a la familia Agavaceae. Es una planta poco común en los desiertos del sudoeste de los Estados Unidos.

## Descripción
Tiene una roseta con hojas con espinas, de color azul-verdoso. Las inflorescencias en racimos son muy altas alcanzando los cuatro metros de altura. Estas son generalmente de color amarillo o amarillo verdoso con conjuntos de flores amarillas. El fruto es una cápsula de 1-3 cm de largo que contiene semillas negras. La planta era usada como alimento y fibras por los pueblos nativos locales como los Havasupai.

## Taxonomía
Agave utahensis fue descrito por George Engelmann y publicado en United States Geological Expolration (sic) of the Fortieth Parallel. Vol. 5, Botany 497. 1871.
Etimología
Agave: nombre genérico que fue dado a conocer científicamente en 1753 por el naturalista sueco Carlos Linneo, quien lo tomó del griego Agavos. En la mitología griega, Ágave era una ménade hija de Cadmo, rey de Tebas que, al frente de una muchedumbre de bacantes, asesinó a su hijo Penteo, sucesor de Cadmo en el trono. La palabra agave alude, pues, a algo admirable o noble.
utahensis: epíteto geográfico que alude a su localización en Utah.
Variedades
- Agave utahensis var. eborispina (Hester) Breitun
- Agave utahensis subsp. kaibabensis (McKelvey) Gentry
- Agave utahensis var. nevadensis Engelm. ex Greenm. & Roush
- Agave utahensis subsp. utahensis[3]

Sinonimia
- Agave haynaldii var. utahensis (Engelm.) N.Terracc.[4][5]